# Cirò
Cirò – miejscowość i gmina we Włoszech, w regionie Kalabria, w prowincji Crotone.
Według danych na rok 2004 gminę zamieszkiwało 3601 osób, 51,4 os./km².

## Osoby związane z Cirò
- Nicodemo Gentile, prawnik i celebryta (1969)